# Hořické pašijové hry

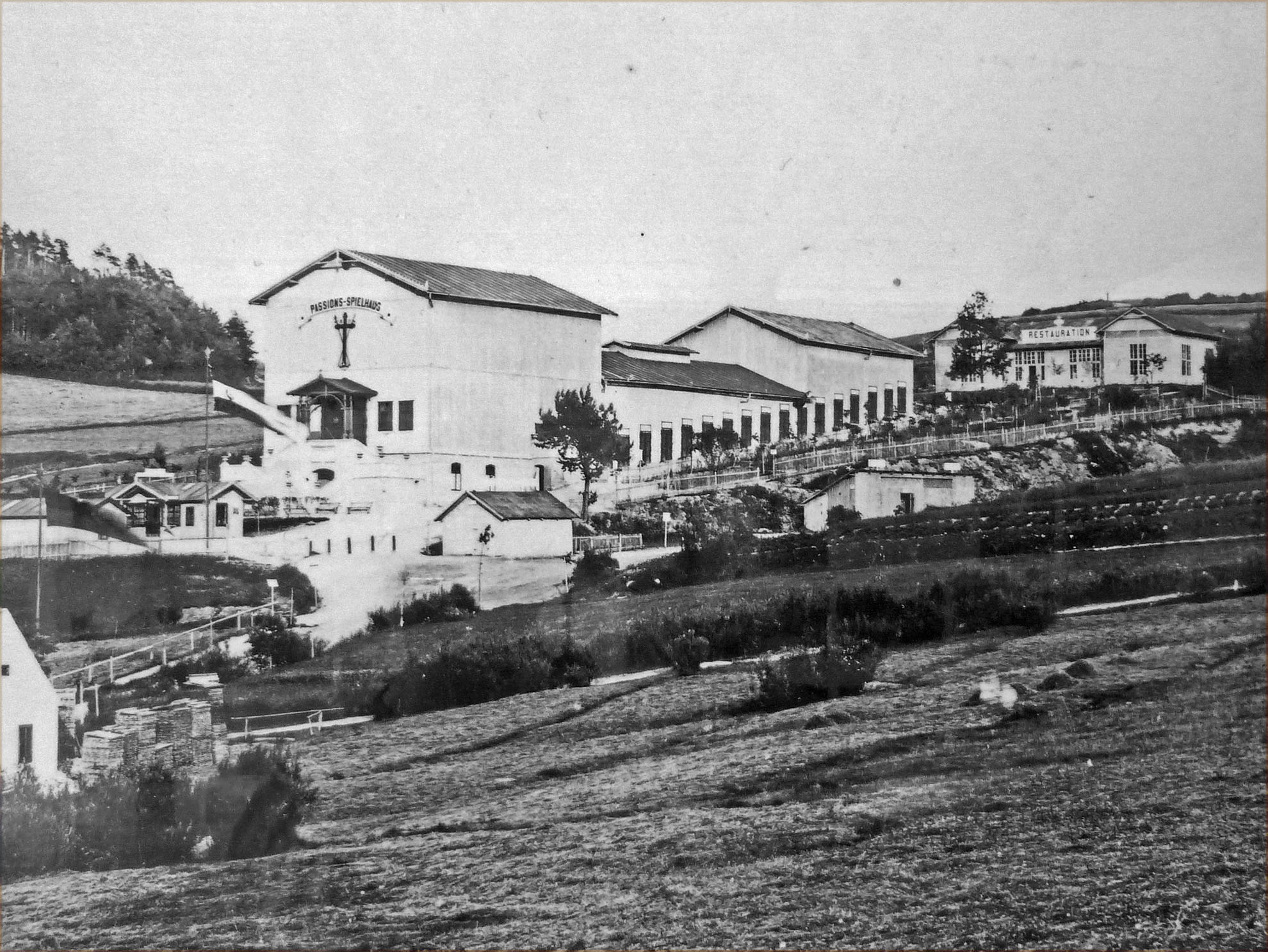
Původní budova hořického divadla

Hořické pašijové hry (německy Höritzer Passionsspiele) jsou pašijové hry konané v Hořicích na Šumavě. Nepřímo navazují na různá náboženská divadelní představení v regionu konaná pod záštitou vyšebrodského kláštera od středověku až zhruba do 17. století.

## Historie
První moderní pašijové hry nastudovali místní obyvatelé roku 1816 na základě textu, který s pomocí místního faráře sestavil tkadlec Paul Gröllhesl pod titulem Das Leiden und Sterben Unseres Herrn Jesu Christi – ein Trauerspiel in 5 Aufzügen und einem Vorspiel (Utrpení a smrt našeho Pána Ježíše Krista - truchlohra s pěti akty a prologem). V této podobě místní lidé pašije nastudovali jedenáctkrát, zprvu jako velmi prosté představení bez kostýmů a s jednoduchými rekvizitami, později více výpravně.
Roku 1887 text přepracoval etnograf Johann Josef Ammann, čímž místní pašije přiblížil velkolepým hrám známým z německého Oberammergau a rakouského Brixleggu, a roku 1894 provedl další změny textu kněz Karl Borromäus Landsteiner. Her se ujal spolek Deutscher Böhmerwaldbund a v letech 1892–1893 bylo postaveno divadlo k jejich předvádění. Tehdy byly pašijové hry na vrcholu popularity, několik let se konaly každoročně a v prvních dvou ročnících v nové podobě (1893 a 1894) do Hořic na Šumavě přitáhly 80 tisíc návštěvníků včetně členů nejvyšších kruhů. Roku 1897 zde byl natočen Hořický pašijový film, což je první film vytvořený na území dnešní České republiky, světově první plnohodnotná filmová adaptace divadelního představení a pravděpodobně i první mezinárodní spolupráce mezi filmaři a divadelníky na světě. Později se hry konaly ob několik let, ale stále poměrně pravidelně. Poslední představení tohoto typu bylo nastudováno roku 1936, pak nacisté hry zakázali.
Po druhé světové válce bylo místní německé obyvatelstvo vysídleno, ale tradice se ujali Češi, režisér Jaroslav Tomáš Vetešník a farář Jan Václav Straka, kteří pašijové hry nastudovali v češtině a provedli je v letech 1947 a 1948. Poté hry zakázali komunisté, a ti také roku 1966 nechali strhnout budovu divadla i s blízkou poutní kaplí sv. Anny.

## Současnost

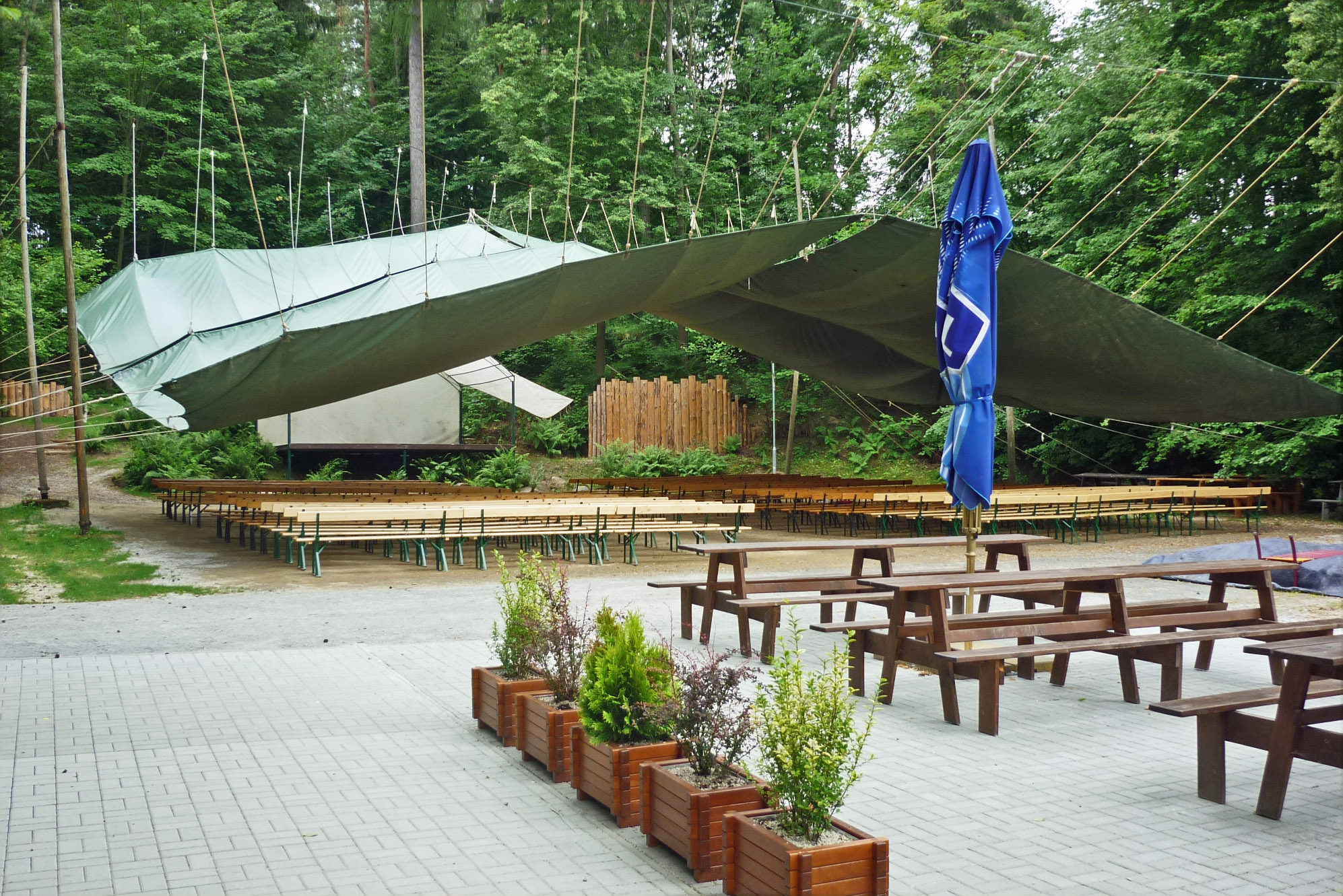
Současná divadelní scéna

Další pokus obnovit hry následoval po sametové revoluci, kdy Miroslav Čuňát, Karel Fila a Růžena Hotová založili spolek Pašije, který se postaral o další nastudování. Text napsal Jindřich Pecka, hudbu složil Jaroslav Krček, kostýmy navrhla Alena Strašrybková a režie se ujal Antonín Bašta. Zkoušet místní ochotníci začali v červnu 1992 a premiéra se konala 29. června 1993, sto let po Ammannově uvedení obnovených německých pašijí. Představení se konají v přírodním divadle u Hořic na Šumavě, v obci je dále muzeum věnované pašijovým hrám.